# Achillea maritima
Achillea maritima là một loài thực vật có hoa trong họ Cúc. Loài này được (L.) Ehrend. & Y.P.Guo mô tả khoa học đầu tiên năm 2005.